# Jasmin Roy
Pour les articles homonymes, voir Roy.
Jasmin Roy est un acteur et animateur de télévision québécois, né à Montréal le 16 septembre 1965. Il interprète Philippe Graton dans la série télévisée québécoise Caméra Café. Il anime aussi l'émission De bouche à oreille au réseau TVA.
Jasmin a collaboré à l'émission de radio Le Showbiz chaud d'Érick Rémy sur la radio 98,5 fm et collabore maintenant à l'émission du samedi et dimanche matin en tant que chroniqueur sur les arts et spectacles.

## Productions engagées
En 2009 et 2010, dans le cadre d’une coproduction entre le Festival Juste pour rire et les Célébrations de la Fierté LGBT, Jasmin Roy présente ses Gaydailles, des soirées d’humour aux accents gais et lesbiens au Cabaret du Musée Juste pour Rire. En 2013, Jasmin Roy anime la série documentaire Intimidés, à Canal Vie, qui se penche sur l'intimidation en milieu scolaire, dont l'homophobie, la cyberintimidation et l'intimidation envers les élèves ayant des troubles d'apprentissage.

## Écrits
En 2010, il sort une autobiographie intitulée Osti de fif! dans laquelle il raconte comment il a été harcelé toute sa vie pour son homosexualité. Son livre contient aussi des témoignages de jeunes homosexuels victimes d'homophobie dans leur milieu scolaire. À la suite du succès de son livre, il reçoit de multiples témoignages de victimes de tous genres et crée alors la Fondation Jasmin Roy en décembre 2010,,.
Outre ses activités à la radio et comme animateur à la télévision, Jasmin Roy lance en 2013 un deuxième livre, La Quête du p'tit Roy, « relatant sa quête spirituelle loin des religions organisées ». Publié aux Éditions Publistar, ce livre traite également de la résilience personnelle de l'acteur et des années qui ont suivi celles racontées dans son premier livre. 
En 2015 paraît #Bitch : les filles et la violence, un témoignage sur la résilience, un cheminement à travers les bas-fonds de la violence chez les femmes. L'ouvrage, publié aux Éditions de l'Homme, devient ensuite un docufiction pour la télévision.

## Vie privée
En 2020, lors d’une vague de dénonciations déferlant sur les réseaux sociaux du Québec, un homme affirme avoir été agressé sexuellement par Jasmin Roy dans un bar de Rouyn-Noranda, 20 ans plus tôt. Le nom de Jasmin Roy est alors ajouté à la liste « Dis son nom », une initiative du mouvement #metoo cumulant une liste d’agresseurs allégués.
Après avoir mis en demeure sa présumée victime ainsi que la liste « Dis son nom », en 2021, Jasmin Roy dépose une requête pour conserver son anonymat, advenant qu’il lance une poursuite en diffamation. La Cour supérieure refuse d’abord. Puis, en 2022, la Cour d’appel refuse à son tour. Finalement, en 2023, la Cour suprême refuse elle aussi la demande d’anonymat.
À la suite du jugement, l’homme qui dénonce Jasmin Roy annonce qu’il le poursuit pour 500 000 $ en dommages pécuniaires et dommages punitifs. En guise de réponse, Jasmin Roy le poursuit en retour pour diffamation.

## Œuvre littéraire
- 2010 : Osti de fif!
- 2013 : La Quête du p'tit Roy
- 2015 : #Bitch : les filles et la violence

## Filmographie

### Au cinéma
- 1996 : L'Escorte : Joe
- 1996 : Karmina : Skin Head
- 1998 : Straight from the Suburbs : Brad

### À la télévision
- 1990 - 1996 : Chambres en ville (série TV) - 79 épisodes : Mathias Bélanger
- 1993 : Les Grands Procès (série TV) : un spectateur (épisode La Femme pitre)
- 1994 - 1996 : L'infernale machine du Dr V : animateur
- 1997 : Le Protocole Windsor (téléfilm) : Sentry 1
- 2002 - 2012 : Caméra Café (série TV) : Philippe Graton
- 2013 : Intimidés (série documentaire TV) - 6 épisodes : animateur (il est également producteur de cette série)
- 2015 : #Bitch : les filles et la violence (docufiction TV) : animateur